# Werner Liebscher
Werner Liebscher (* 14. August 1931 in Pethau; † 16. März 1992 in Jena) war ein deutscher Typograf und Gebrauchsgrafiker.

## Leben und Werk
Liebscher war der Sohn des Gemeindedieners Reinhold Liebscher und seiner Frau Selma. Er absolvierte von 1946 bis 1949 eine Lehre als Schriftsetzer und studierte von 1950 bis 1952 an der Ingenieurschule für Polygrafie Leipzig. Von 1952 bis 1954 arbeitete er als Typograf im VEB Carl Zeiss Jena. Ab 1955 war er in Jena freischaffend als Gebrauchsgrafiker tätig. Einer seiner wichtigsten Auftraggeber war Carl Zeiss Jena, für den er u. a. Prospekte und Werbeplakate gestaltete. Weitere Kunden waren u. a. die VEB Automobilwerke Eisenach, VEB Ballenstedter Feinkost, VEB Wittol Wittenberg, VEB Jenaer Glas, zahlreiche Museen der DDR. 
1966 entwarf er das Vereins-Logo des Fußballclubs FC Carl Zeiss Jena, das mit Modifizierungen noch heute benutzt wird.
Liebscher war Mitglied des Verbands Bildender Künstler der DDR. Er erhielt 1980 den Kunstpreis der Stadt Gera.
Die von Liebscher 1955 gegründete Werbeagentur in Jena wird heute von der Enkelin Werner Liebschers weiter betrieben.

## Ausstellungen (mutmaßlich unvollständig)

### Einzelausstellungen
- 1992: Gera, Museum für Angewandte Kunst (Gera) („Grafik-Design. 3 x 60“; mit Günter Kerzig und Rolf Felix Müller)

### Teilnahme an zentralen und wichtigen regionalen Ausstellungen in der DDR
- 1958 bis 1988 (außer 1977/1978): Dresden, fünf Deutsche Kunstausstellungen bzw. Kunstausstellungen der DDR
- 1965: Berlin, Deutsche Akademie der Künste („Junge Künstler. Gebrauchsgraphik“)
- 1974, 1979 und 1984: Gera, Bezirkskunstausstellungen